# Zgornje Loke
Zgornje Loke je gručasto naselje v Občini Lukovica v osrednjem dolinskem delu Črnega grabna ob reki Radomlji. Vas spada pod Krajevno skupnost Blagovica in v Župnijo Blagovica.

### Izvor imena vasi
Ime Zgornje Loke (nemško: Oberloke in Oberkrain) je vas dobila po zamočvirjenem zemljišču, ki ga imenujemo loke ali ločje ob Radomlji. Najbolj znano ločje v vasi so bile Kofčičeve mlake ali po domače »B`čje«, kjer je rastlo gosto Trstičevje. Zasipanje močvirja med gradnjo avtoceste A1 skoži Črni graben je povzročilo skoraj celotno izginotje trstišča in žab, med njimi najbolj pogoste žabe Rosnice, Sekulje in Navadna krastača, ter drugih dvoživk med njimi tudi, do takrat največja populacija Gorskega pupka v Črnem grabnu, ki je zaščitena vrsta. V B`čju so gnezdile tudi razne ptice, zelo pogosto pa so gnezdili tudi zelo plašni Fazani.

### Zgodovina
Prva omemba vasi Loke (Spodnje in Zgornje) je bila v letu 1439. Zg. Loke štejejo trenutno nekaj čez 100 prebivalcev, tako je že skozi vso mlajšo zgodovino vasi, je ena največih vasi v župniji Blagovica in krajevni skupnosti Blagovica. Nekoč je bilo kmetijstvo glavni vir zaslužka in preživetja, danes pa večina vaščanov hodi v službo v večje kraje predvsem v Domžale in Ljubljano. Mnogo ljudi pa se je tudi izselilo iz vsi in se vračajo le še ob praznikih in ko obiščejo svojce. Danes je v vasi samo se 6 kmetij, vse kmetije merijo od 10 ha do 20 ha.

### Vodni izviri in potoki v vasi
Vas skrivajo že v svojem imenu Loke povezavo z vodo, izviri in močvirjem. Zaradi geoloških razmer je veliko vode blizu površja, tako je v okolici mnogo izvirov, dolina pa je zelo močvirnata. V vasi je poleg manjše reke in števinih potokih, tudi veliko število manjših in večjih izvirov ter vodnih kanalov, ki dajejo vasi tipičen izgled z močvirskim rastlinjem.
Največja voda, ki teče skozi vas je reka Radomlja, ki je oblikovala celotno dolino Črnega grabna, tako tudi ves ravninski del Zgornjih Lok. Po strugi Radomlje odtekajo vode skoraj z vsega Črnega grabna in iz zgornjega dela sosednje Moravške doline, skupaj kar s 60 km2 površine. Vodno energijo Radomlje, ki je razmeroma majhna, so kljub temu uporabljali tudi za pogon vodnih mlinov in žag. Tako je bilo od Šentožbolta do Šentvida v ta namen izkopanih več vzporednih umetnih strug in kanalov. Ena takšnih je bila tudi pri Klopčičevem mlinu v Zgornjih Lokah, tako je mlin stal na umetnem otočku. Mlin je dolga leta služil okoliškim kmetom, dokler niso mlinarstvo opustili, porušen pa je bil ob gradnji avtoceste A1 leta 2000. Druga takšna struga blizu vasi pa je bila speljana za poganjanje Piskarjeve Žage v Podsmrečju, kamor so vozili žagati les kmetje iz vasi. Žaga zadnjih 40 let ni več delovala, bila pa je prav tako porušena ob gradnji avtoceste v letu 2000.
V Zgornjih Lokah ima Radomlja zelo veliko stalnih in hudourniških pritokov. Z izvirom pod Limbarsko goro, torej z južne strani, priteče v Radomljo Korparjev potok, vzhodneje pa še Cestarjev potoček in Štefkov potoček. S severne strani pa pritečejo od vzhoda proti zahodu: Kumrov potoček, Čvelov potok, Ostriženčev potok, Mlakarjev potok ter na meji s Spodnjimi Lokami še Zužov kanal. Večina pritokov je hudourniških, tako je Radomlja skupaj s pritoki že večkrat poplavila dolino, pritoki pa so nasuli ali pa odnesli marsikatero pot, ki so v večini speljane ravno ob potokih.

### Padavinska postaja Zgornje Loke
Padavinska postaja Zgornje Loke - 216 je ena izmed trenutno okoli 176 padavinskih postaj v Sloveniji.
Prvi je začel z meritvami v Zg. Lokah Miha Trdin (Mih), nekdanji gostilničar in trgovec, ki je opravljal meritve od leta 1870 pa do leta 1914, ko so se meritve prenehale zaradi izbruha 1. svetovne vojne. Konec vojne in zamenjava države pa sta s seboj prinesla tudi spremembo pri mertivah padavin v dolini Črnega Grabna, kajti z letom 1921 se je padavinska postaja preselila v Blagovico, meritve pa je prevzel gostilničar Mirko Benkovič starejši. Meritve je opravljal vse do začetka 2. svetovne vojne v letu 1941. Po vojni so se meritve spet začele v Zgornjih Lokah v letu 1947, ko je bil ustanovljen Hidrometeorološki zavod Slovenije, meritve pa je prevzel Karol Boštele. Meritve je izvajal polnih 52 let, vse do leta 2000, ko se je z družino preselil v Krašnjo, zaradi izgradnje avtoceste A1 (Ljubljana - Celje). V letu 2000 pa je prevzel meritve France Florjančič, ki to delo opravlja še sedaj.  
- Podatki o padavinah za obdobje 1993 - 2003 Arhivirano 2004-12-17 na Wayback Machine.

### Vaški fantje v Zgornjih Lokah
Po stari navadi za družbene dogodke v vasi skbijo vaški fantje. Fantje se zberejo vsako leto ob postavljanju vaške novoletne jelke na avtobusni postaji, pripravijo miklavževanje v vasi, postavijo sosedom mlaj ob abrahamu prav tako ob ženitvi fanta posekaj smreke in postavijo mlaje, ob možitvi deklet iz Zgornjih Lok in okolice pa organizirajo tudi prodajo neveste in šrango.
Med fanti velja hirarhična ureditev, saj imajo starejši fantje večjo besedo ter več izkušenj, kot mlajši.

### »Mladina Zgornje Loke«
Mladi v vasi Zgornje Loke znajo že od nekdaj dobro sodelovati med seboj in pripraviti marsikatero presenečeje sebi in starejšim vaščanom. Zadnja generacija mladih v vasi organizira že nekaj let zapored prvomajsko kresovanje in srečajne vseh Zgornjeločanov. Večkrat so organizirali tudi pohod na Limbarsko goro ter pohod z baklami k polnočnici do Blagovice, izdelavo butare velikanke za Cvetno nedeljo, ličkanje za mlade. Še posebej pa so ponosni na svoj vaški časopis Ločanski Glas, ki izhaja občasno.

### Društvena dejavnost
Društva, ki delujejo na področju vasi Zgornje Loke:
- Prostovoljno gasilsko društvo Blagovica
- Planinsko društvo Blagovica
- Društvo podeželske mladine Blagovica
- Društvo podeželskih žena Blagovica-Trojane
- Športno društvo za Airsoft - Rokovnjac Airsoft Klub
- Kulturno prosvetno društvo Blagovica
- Krajevna organizacija Rdečega križa Blagovica
- Lovska družina Lukovica
- Lovska družina Trojane-Ožbolt

## =Sklici in opombe
1. ↑  »Prebivalstvo po spolu in po starosti, občine in naselja, Slovenija, letno«. Statistični urad Republike Slovenije.